# Suebsak Pansueb

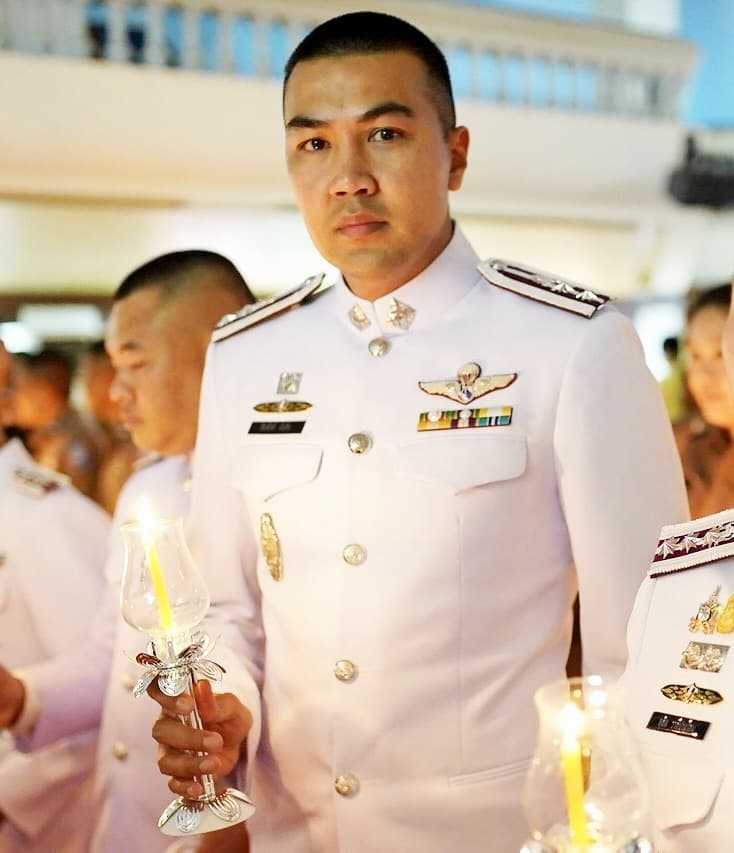
Suebsak Phansueb le 02 août 2018

Suebsak Phansueb (thaï: สืบศักดิ์ ผันสืบ; RTGS: Suebsak Phansueb), né le 14 décembre 1977 dans la province de Ratchaburi, est un des joueurs de sepak takraw  les plus célèbres (avec Prawet Saechang et Poonsak Permsap) et un acteur thaïlandais.
Il a fait partie de l'équipe nationale thaïlandaise de sepak takraw aux Jeux d'Asie et aux Jeux d'Asie du Sud-Est de 1997 à 2010.

## Filmographie
- 2004 : Born To Fight / เกิดมาลุย (Kerd Ma Lui)[2]